# Georg Pasor
 (août 2024).
Georg Pasor (né le 1er août 1570 à Ellar, mort le 10 décembre 1637 à Franeker) est professeur de langues et de théologie aux écoles calvinistes de Herborn et Franeker, aux Pays-Bas.

## Famille
Georg Pasor naît dans une famille de fonctionnaires d'Ellar, il est le fils de l'écoutète de la Maison de Nassau Johannes Pasor et de son épouse Klara.
En 1598, il épouse Apollonia Hendsch à Siegen, avec qui il a six enfants. Sa femme et ses quatre filles meurent lors d'une épidémie de peste en 1614. En 1615, il épouse la veuve Madgalena Sengel née Behr.
Son épouse Madgalena meurt en 1631. Georg Pasor meurt à Franeker à l'âge de 67 ans. Matthias Pasor (de) est son fils.

## Biographie
Pasor étudie la théologie à Herborn, d'abord au Pädagogium, et à partir de 1591 auprès de Johannes Piscator (de) à l'école de théologie. En 1592, il voyage à Lausanne et Genève. Il termine ses études en 1594 à Siegen, où le lycée et le Pädagogium de Herborn furent transférés. À partir de 1595, il travaille comme précepteur privé à Dillenburg. En 1597, il est nommé au Pädagogium de Siegen, qu'il dirige jusqu'en 1620. Il devient professeur d'hébreu de l'école de théologie.
Lors de la guerre de Trente Ans, Herborn est occupée par les troupes catholiques en 1626. Dans un incendie de la ville le 20 août 1626, Pasor perd sa maison et sa bibliothèque. Après le rejet de sa candidature à la chaire de théologie la même année, Pasor s'installe à la grande école de Franeker et y prend la chaire de grec le 8 novembre 1626.

## Œuvre
Pasor publie de nombreux ouvrages traitant principalement de la langue et de la grammaire du Nouveau Testament.
Le Lexicon Graeco-Latinum in Novum Domini Nostri Jesu Christi Testamentum est considéré comme un ouvrage important en tant que premier dictionnaire du Nouveau Testament, dont la première édition paraît à Herborn en 1619. Au cours des décennies suivantes, plusieurs nouvelles éditions paraissent dans de nombreuses villes européennes.
D'autres ouvrages importants que Pasor écrit à Franeker sont l'édition annotée d'Hésiode et une édition des œuvres de Théophraste.
La Grammatica graeca sacra Novi Testamenti Domini nostri Jesu Christi, publiée à titre posthume par son fils Matthias, est considérée comme la première grammaire du grec du Nouveau Testament.
Le Manuale catholicorum, seu breve compendium verae, antiquissimae et catholicae doctrinae in quo praecipua christinae religionis capita ex solo Dei verbo perspicue explicantur, paru en 1619, est mis à l’Index librorum prohibitorum par décret le 31 janvier 1620.